# École nationale d’administration
Az École nationale d’administration az egyik legrangosabb francia grande école volt. 1945-ben hozták létre, hogy demokratizálják az állami magas szintű közszolgálathoz való hozzáférést. Az intézmény feladata jelenleg a francia és nemzetközi vezető pozíciók kiválasztásának, alap- és továbbképzésének biztosítása. Az ENA a köztársasági meritokrácia egyik szimbóluma volt, mely egykori diákjai számára lehetővé tette az állam legfontosabb vezetői pozícióinak betöltését.
Az iskola egykori tanítványait „enarques”-nak hívják.
Ez a grande école 2021. december 31-én megszűnt. Helyét 2022. január 1-jén az Institut national du service public (INSP) nevű képzőintézmény vette át.

## Neves alumnusok
- Valéry Giscard d’Estaing francia politikus, 1974 és 1981 között az Ötödik Köztársaság 5. elnöke
- Emmanuel Macron, francia politikus, 2017. május 14-től az ötödik francia köztársaság nyolcadik elnöke és Andorra társhercege
- Édouard Philippe francia jogász és konzervatív politikus
- Jean-Claude Trichet, az Európai Központi Bank (EKB) francia elnöke 2003 és 2011 között

## Bibliográfia
- Le Robert Encyclopédique des Noms Propres, Dictionnaire illustré, Nouvelle édition refondue et augmenté du Petit Robert des Noms Propres, Rédaction dirigé par Alain Rey, Le Robert, Paris, 2007.  helytelen ISBN kód: 2-84902-228-3
- Odon Vallet, L’Ecole, Albin Michel, 1991
- Jean-François Kesler, L’ENA, la société, l’Etat, Berger-Levrault, Paris, 1985
- Gilles Laporte, Au Plaisir d’ENA, éditions DGP Québec, 2001
- Jacques Mandrin (pseudonyme de Jean-Pierre Chevènement, Didier Motchane et Alain Gomez), L’énarchie ou les mandarins de la société bourgeoise, La Table Ronde, 1967.
- Guy Thuillier, L’ENA avant l’ENA, Presses universitaires de France, Paris, 1983